# 친강
친강(중국어 간체자: 秦刚, 정체자: 秦剛, 병음: Qín Gāng, 1966년 3월 19일 ~ )은 중국의 외교관이다. 2022년 12월 중화인민공화국 외교부장에 임명되었으나 7개월만에 면직되었다.

## 생애
친강은 1966년 3월에 톈진시에서 태어났으며 1984년에 국제 관계 학원 국제정치학과에 입학했다. 1988년에 대학을 졸업하고 중화인민공화국 외교부에 취직, 2005년부터 2010년까지 중국 외교부 대변인과 정보국 부국장을 역임했다.
2010년 9월부터 주영국 중국 대사관 공사로 근무했고 2011년 12월부터 중국 외교부 정보국장으로 근무했다. 2017년 4월부터 중국 외교부 예빈국 국장으로 근무했으며 2018년 9월에는 중국 외교부 부부장으로 임명되었다. 2021년 7월에는 추이톈카이의 뒤를 이어 주 미국 중국 대사로 임명되었다.
2022년 12월 30일 왕이의 뒤를 이어 중화인민공화국 외교부장으로 임명되었다. 외교부장 임명 이후 중국의 전랑 외교의 중심적인 인물로 왕성하게 활동하였으나 6월 말부터 돌연 잠적하였고, 취임 7개월만인 2023년 7월 25일 면직되었다. 후임은 전임 외교부장이었던 왕이가 다시 임명되었다. 친강은 같은해 10월 국무위원직에서 면직되었으며 2024년 2월 28일에는 전국인민대표대회 대표 자격을 상실했다.